# Vselyub
Vselyub (en bielorruso: Уселюб, en polaco: Wsielub) es un asentamiento rural localizado en el Raión de Navahrudak, Provincia Grodno, Bielorrusia. Vselyub es el centro de un selsoviet (consejo rural) dentro de la división administrativa de Bielorrusia. Antes de las Particiones de Polonia,  perteneció a la República de las Dos Naciones. Durante los conflictos bélicos que tuvo Europa en el siglo XX, la ciudad fue parte del Voivodato de Nowogródek en la Segunda República Polaca.

## Historia
Vselyub fue mencionada por primera vez en 1422, en el sello de su propietario, Jan Niemira. Desde 1434, el asentamiento y la servidumbre de esta quedó bajo la administración del hijo de Jan, Andrzej Niemirowicz. El sitio fue heredado por varios miembros de la misma familia. Posteriormente quedó en manos de Stanisław Dowojno (fallecido en 1573), gobernador de Pólatsk. En 1576, fue adquirido por el príncipe Mikołaj Radziwiłł (1512-1584).
Durante mucho tiempo, se creyó que la Iglesia católica local, construido de ladrillo y mortero, había sido construido en el período Barroco del siglo XVIII. Sin embargo, una investigación arqueológica realizada en la década de 1980, reveló que el edificio posee un estilo gótico tardío (cuya construcción data del siglo XV). La iglesia ha sido objeto de múltiples renovaciones (el último de ellos, fue realizado bajo el estilo neogótico). Su título ha cambiado numerosas veces, en honor a diferentes santos de la fe católica (San Juan, San Casimiro, etc.)
Durante la Segunda Guerra Mundial, el ejército alemán llevó a cabo la detención y ejecución sistemática de las 40 familias judías que residían en la ciudad.